# Akermes levis
Akermes levis är en insektsart som först beskrevs av William Miles Maskell 1896.  Akermes levis ingår i släktet Akermes och familjen skålsköldlöss. Inga underarter finns listade i Catalogue of Life.